# Barbalha (kommun)
Barbalha är en kommun i Brasilien.   Den ligger i delstaten Ceará, i den östra delen av landet, 1 300 kilometer nordost om huvudstaden Brasília. Antalet invånare är 55 373.
Följande samhällen finns i Barbalha:
- Barbalha

Omgivningarna runt Barbalha är huvudsakligen savann. Runt Barbalha är det ganska tätbefolkat, med 134 invånare per kvadratkilometer.